# Poecilotettix
Poecilotettix är ett släkte av insekter. Poecilotettix ingår i familjen gräshoppor.
Kladogram enligt Catalogue of Life:
| Poecilotettix | \| \| Poecilotettix pantherinus \| \| \| \| \| \| Poecilotettix sanguineus \| \| \| \| |
|               | \| \| Poecilotettix pantherinus \| \| \| \| \| \| Poecilotettix sanguineus \| \| \| \| |
|               | Poecilotettix pantherinus                                                              |
|               |                                                                                        |
|               | Poecilotettix sanguineus                                                               |
|               |                                                                                        |